# Shake That Boogie
Shake That Boogie ist die erste Langspielplatte der österreichischen Bluesband Mojo Blues Band. Sie erschien im Spätherbst 1978 als Gold LP 11 048. Produziert wurde sie von Bernard Henrion.

## Entstehungsgeschichte
Joachim Palden, der Pianist der 1977 von ihm und Erik Trauner gegründeten Mojo Blues Band, gewann den Boogie Woogie Contest in Zürich. Die besten Darbietungen des Contests wurde auf einer Live-LP veröffentlicht, deren Produzent sich an Palden wandte, um mit ihm eine Soloplatte zu produzieren. Dieser wollte jedoch lieber mit seiner Gruppe spielen und so entstand die LP Shake That Boogie. Das Album wurde zwischen 15. und 17. September 1978 aufgenommen. In der Musik zeigt sich die Vorliebe der Bandmitglieder für den Chicago Blues.

## Rezeptionsgeschichte
„Unser Erstlingswerk verkaufte sich in der Schweiz recht gut und in der Heimat konnten wir den Markt mit etwa 100 verkauften Exemplaren förmlich überschwemmen.“ (Erik Trauner)
Das Album war auch ein Stück Pionierarbeit, da in seinem Erscheinungsjahr die österreichische Bluesszene erst im Entstehen war.

## Titelliste
Seite 1:
1. Baby, How Long (J. Palden, E. Trauner) – 2:48
2. Won’t You Rock Me Baby (J. Palden, E. Trauner) – 3:25
3. Boogie If You Wanna (J. Palden, E. Trauner) – 3:03
4. Mojo Shuffle (J. Palden, E. Trauner) – 2:15
5. Tell Me Mama (J. Palden, E. Trauner) – 3:55
6. Feel Like Boogie (J. Palden, E. Trauner) – 2:35

Seite 2:
1. Dust My Bottleneck (J. Palden, E. Trauner) – 3:25
2. Rocks in My Pillow (J. Palden, E. Trauner) – 3:08
3. Georgia Crawl (J. Palden, E. Trauner) – 3:15
4. Shake That Boogie (J. Palden, E. Trauner) – 3:30
5. Blues for Hans Maitner (J. Palden, E. Trauner) – 2:59
6. Special Rider (J. Palden, E. Trauner) – 2:50